# Sci alpino ai XVIII Giochi olimpici invernali - Slalom speciale femminile
Tra le competizioni dello sci alpino ai XVIII Giochi olimpici invernali di Nagano 1998 lo slalom speciale femminile si disputò giovedì 19 febbraio sulla pista Mount Yakebitai di Shigakōgen; la tedesca Hilde Gerg vinse la medaglia d'oro, l'italiana Deborah Compagnoni quella d'argento e l'australiana Zali Steggall quella di bronzo.
Detentrice uscente del titolo era la svizzera Vreni Schneider, che aveva vinto la gara dei XVII Giochi olimpici invernali di Lillehammer 1994 disputata sul tracciato di Hafjell precedendo l'austriaca Elfi Eder (medaglia d'argento) e la slovena Katja Koren (medaglia di bronzo); la campionessa mondiale in carica era la Compagnoni, vincitrice a Sestriere 1997 davanti alla connazionale Lara Magoni e alla svizzera Karin Roten.

## Risultati
| 1  | 2  | Hilde Gerg             | Germania      | 0:45,89 | 2   | 0:46,51 | 1   | 1:32,40 |        |     |     |
| 2  | 5  | Deborah Compagnoni     | Italia        | 0:45,29 | 1   | 0:47,17 | 5   | 1:32,46 | +0,06  |     |     |
| 3  | 10 | Zali Steggall          | Australia     | 0:45,96 | 3   | 0:46,71 | 4   | 1:32,67 | +0,27  |     |     |
| 4  | 12 | Martina Ertl           | Germania      | 0:46,22 | 5   | 0:46,69 | 3   | 1:32,91 | +0,51  |     |     |
| 5  | 4  | Sabine Egger           | Austria       | 0:45,97 | 4   | 0:47,25 | 7   | 1:33,22 | +0,82  |     |     |
| 6  | 18 | Ingrid Salvenmoser     | Austria       | 0:46,84 | 10  | 0:46,55 | 2   | 1:33,39 | +0,99  |     |     |
| 7  | 9  | Martina Accola         | Svizzera      | 0:46,37 | 7   | 0:47,75 | 8   | 1:34,12 | +1,72  |     |     |
| 8  | 23 | Morena Gallizio        | Italia        | 0:46,93 | 11  | 0:47,94 | 11  | 1:34,87 | +2,47  |     |     |
| 9  | 25 | Monika Bergmann        | Germania      | 0:47,78 | 19  | 0:47,21 | 6   | 1:34,99 | +2,59  |     |     |
| 10 | 29 | Anna Ottosson          | Svezia        | 0:47,31 | 16  | 0:47,93 | 10  | 1:35,24 | +2,84  |     |     |
| 11 | 22 | Nataša Bokal           | Slovenia      | 0:47,72 | 17  | 0:47,87 | 9   | 1:35,59 | +3,19  |     |     |
| 12 | 7  | Ylva Nowén             | Svezia        | 0:48,07 | 26  | 0:48,26 | 12  | 1:36,33 | +3,93  |     |     |
| 13 | 35 | Julie Parisien         | Stati Uniti   | 0:47,91 | 22  | 0:48,44 | 13  | 1:36,35 | +3,95  |     |     |
| 14 | 44 | María José Rienda      | Spagna        | 0:47,73 | 18  | 0:48,73 | 16  | 1:36,46 | +4,06  |     |     |
| 15 | 13 | Lara Magoni            | Italia        | 0:48,13 | 27  | 0:48,50 | 14  | 1:36,63 | +4,23  |     |     |
| 16 | 26 | Alenka Dovžan          | Slovenia      | 0:47,95 | 24  | 0:48,71 | 15  | 1:36,66 | +4,26  |     |     |
| 17 | 39 | Kazuko Ikeda           | Giappone      | 0:47,88 | 20  | 0:49,41 | 19  | 1:37,29 | +4,89  |     |     |
| 18 | 33 | Tanja Poutiainen       | Finlandia     | 0:48,06 | 25  | 0:49,45 | 20  | 1:37,51 | +5,11  |     |     |
| 19 | 32 | Vicky Grau             | Andorra       | 0:48,41 | 28  | 0:49,28 | 17  | 1:37,69 | +5,29  |     |     |
| 20 | 37 | Junko Yamakawa         | Giappone      | 0:48,76 | 30  | 0:49,34 | 18  | 1:38,10 | +5,70  |     |     |
| 21 | 42 | Diana Fehr             | Liechtenstein | 0:48,66 | 29  | 0:50,10 | 21  | 1:38,76 | +6,36  |     |     |
| 22 | 34 | Sarah Schleper         | Stati Uniti   | 0:49,17 | 31  | 0:50,25 | 22  | 1:39,42 | +7,02  |     |     |
| 23 | 45 | Tamara Schädler        | Liechtenstein | 0:49,74 | 33  | 0:50,27 | 23  | 1:40,01 | +7,61  |     |     |
| 24 | 46 | Kumiko Kashiwagi       | Giappone      | 0:49,63 | 32  | 0:50,83 | 24  | 1:40,46 | +8,06  |     |     |
| 25 | 52 | Carola Calello         | Argentina     | 0:50,52 | 34  | 0:51,04 | 25  | 1:41,56 | +9,16  |     |     |
| 26 | 53 | Nadežda Vasileva       | Bulgaria      | 0:52,68 | 37  | 0:52,76 | 26  | 1:45,44 | +13,04 |     |     |
| 27 | 56 | Mirjana Granzov        | Jugoslavia    | 0:52,45 | 36  | 0:54,20 | 27  | 1:46,65 | +14,25 |     |     |
|    | 16 | Leïla Piccard          | Francia       | 0:46,25 | 6   | DNF     | DNF | DNF     | DNF    | DNF | DNF |
|    | 11 | Karin Roten            | Svizzera      | 0:46,64 | 8   | DNF     | DNF | DNF     | DNF    | DNF | DNF |
|    | 6  | Kristina Koznick       | Stati Uniti   | 0:46,73 | 9   | DNF     | DNF | DNF     | DNF    | DNF | DNF |
|    | 1  | Urška Hrovat           | Slovenia      | 0:47,02 | 12  | DNF     | DNF | DNF     | DNF    | DNF | DNF |
|    | 8  | Špela Pretnar          | Slovenia      | 0:47,11 | 13  | DNF     | DNF | DNF     | DNF    | DNF | DNF |
|    | 14 | Trine Bakke            | Norvegia      | 0:47,17 | 14  | DNF     | DNF | DNF     | DNF    | DNF | DNF |
|    | 31 | Henna Raita            | Finlandia     | 0:47,18 | 15  | DNF     | DNF | DNF     | DNF    | DNF | DNF |
|    | 30 | Mónica Bosch           | Spagna        | 0:47,89 | 21  | DNF     | DNF | DNF     | DNF    | DNF | DNF |
|    | 27 | Kateřina Tichý         | Canada        | 0:47,93 | 23  | DNF     | DNF | DNF     | DNF    | DNF | DNF |
|    | 48 | Katrine Hvidsteen      | Danimarca     | 0:51,10 | 35  | DNF     | DNF | DNF     | DNF    | DNF | DNF |
|    | 38 | Martina Fortkord       | Svezia        | 0:53,25 | 38  | DNS     | DNS | DNS     | DNS    | DNS | DNS |
|    | 3  | Pernilla Wiberg        | Svezia        | DNF     | DNF | DNF     | DNF | DNF     | DNF    | DNF | DNF |
|    | 15 | Claudia Riegler        | Nuova Zelanda | DNF     | DNF | DNF     | DNF | DNF     | DNF    | DNF | DNF |
|    | 17 | Sonja Nef              | Svizzera      | DNF     | DNF | DNF     | DNF | DNF     | DNF    | DNF | DNF |
|    | 19 | Laure Pequegnot        | Francia       | DNF     | DNF | DNF     | DNF | DNF     | DNF    | DNF | DNF |
|    | 20 | Patricia Chauvet       | Francia       | DNF     | DNF | DNF     | DNF | DNF     | DNF    | DNF | DNF |
|    | 21 | Elisabetta Biavaschi   | Italia        | DNF     | DNF | DNF     | DNF | DNF     | DNF    | DNF | DNF |
|    | 24 | Andrine Flemmen        | Norvegia      | DNF     | DNF | DNF     | DNF | DNF     | DNF    | DNF | DNF |
|    | 36 | Emma Carrick-Anderson  | Regno Unito   | DNF     | DNF | DNF     | DNF | DNF     | DNF    | DNF | DNF |
|    | 41 | Trude Gimle            | Norvegia      | DNF     | DNF | DNF     | DNF | DNF     | DNF    | DNF | DNF |
|    | 43 | Janica Kostelić        | Croazia       | DNF     | DNF | DNF     | DNF | DNF     | DNF    | DNF | DNF |
|    | 47 | Brynja Þorsteinsdóttir | Islanda       | DNF     | DNF | DNF     | DNF | DNF     | DNF    | DNF | DNF |
|    | 49 | Sigríður Þorláksdóttir | Islanda       | DNF     | DNF | DNF     | DNF | DNF     | DNF    | DNF | DNF |
|    | 50 | Theódóra Mathiesen     | Islanda       | DNF     | DNF | DNF     | DNF | DNF     | DNF    | DNF | DNF |
|    | 51 | Lucie Hrstková         | Rep. Ceca     | DNF     | DNF | DNF     | DNF | DNF     | DNF    | DNF | DNF |
|    | 54 | Kinga Barsi            | Ungheria      | DNF     | DNF | DNF     | DNF | DNF     | DNF    | DNF | DNF |
|    | 55 | Marika Labancz         | Ungheria      | DNF     | DNF | DNF     | DNF | DNF     | DNF    | DNF | DNF |
|    | 28 | Tasha Nelson           | Stati Uniti   | DSQ     | DSQ | DSQ     | DSQ | DSQ     | DSQ    | DSQ | DSQ |
|    | 40 | Noriyo Hiroi           | Giappone      | DSQ     | DSQ | DSQ     | DSQ | DSQ     | DSQ    | DSQ | DSQ |
|    | 57 | Sofia Akhmeteli        | Georgia       | DSQ     | DSQ | DSQ     | DSQ | DSQ     | DSQ    | DSQ | DSQ |

Legenda:

DNF = prova non completata

DSQ = squalificata

DNS = non partita

Pos. = posizione

Pett. = pettorale
1ª manche:

Ore: 9.30 (UTC+9)

Pista: Mount Yakebitai

Partenza: 1 870 m s.l.m.

Arrivo: 1 670 m s.l.m.

Dislivello: 200 m

Porte: 57

Tracciatore: Herbert Mandl (Austria)
2ª manche:

Ore: 13.00 (UTC+9)

Pista: Mount Yakebitai

Partenza: 1 870 m s.l.m.

Arrivo: 1 670 m s.l.m.

Dislivello: 200 m

Porte: 63

Tracciatore: Marko Jurjec (Slovenia)